# Zahra Mohamed Ahmad
Zahra Mohamed Ahmad, född 1952, är en somalisk människorättsaktivist och jurist. 
Ahmad flydde från sitt hemland Somalia 1992 men valde att återvända med sin familj år 2000 och arbetade för att samla in pengar till återuppbyggnaden av sjukhus och skolor i landet. Hon avlade examen vid Somalia University 2005 med inriktning internationell juridik inklusive sharia.
Ahmad är grundare till organisationen the Somali Women Development Center som arbetar med att ge juridiskt stöd för kvinnor och barn som utsatts för sexuellt våld och övergrepp och att dokumentera och rapportera om brott mot mänskliga rättigheter. 
Ahmad tilldelades International Women of Courage Award 2021.